# Combinata nordica ai III Giochi olimpici invernali
Nella combinata nordica ai III Giochi olimpici invernali fu disputata una sola gara, il 10 e l'11 febbraio, che assegnò solo le medaglie olimpiche (a differenza di salto e fondo, i cui titoli furono validi anche come Campionati mondiali di sci nordico).

## Risultati
Presero il via 47 atleti di 11 diverse nazionalità, con gli sciatori norvegesi nella veste di grandi favoriti. La prima prova disputata, il 10 febbraio, fu la 18 km di sci di fondo e si trattò della medesima gara valida di per sé per l'assegnazione dei titoli olimpici e iridati nella disciplina. I norvegesi Johan Grøttumsbråten e Ole Stenen confermarono le aspettative chiudendo ai primi due posti, ma davanti a Hans Vinjarengen s'inserì a sorpresa il giapponese Heigoro Kuriyagawa; quinto si classificò un altro nipponico, Takemitsu Tsubokawa. Fino ad allora nessun atleta giapponese aveva saputo ottenere risultati di rilievo nello sci. I due però fallirono la prova di salto, disputata il giorno dopo sul trampolino MacKenzie, e consentirono a Vinjarengen, autore del secondo miglior salto, di risalire in terza posizione. A vincere la gara dal trampolino fu lo svizzero Fritz Kaufmann.

### Prova di fondo 18km
| Pos. | Atleta               | Nazione        | Tempo    | PC     |
| ---- | -------------------- | -------------- | -------- | ------ |
| 1    | Johan Grøttumsbråten | Norvegia       | 1:27'15" | 240,00 |
| 2    | Ole Stenen           | Norvegia       | 1:28'05" | 235,75 |
| 3    | Heigoro Kuriyagawa   | Giappone       | 1:31'34" | 219,00 |
| 4    | Hans Vinjarengen     | Norvegia       | 1:32'40" | 213,00 |
| 5    | Takemitsu Tsubokawa  | Giappone       | 1:33'15" | 210,00 |
| 6    | Antonín Bartoň       | Cecoslovacchia | 1:33'39" | 208,50 |
| 7    | Sverre Kolterud      | Norvegia       | 1:34'36" | 204,00 |
| 8    | Bronisław Czech      | Polonia        | 1:36'37" | 195,00 |
| 9    | Jaroslav Feistauer   | Cecoslovacchia | 1:37'55" | 189,00 |
| 10   | Harald Bosio         | Austria        | 1:38'23" | 186,00 |
| 11   | Jan Cífka            | Cecoslovacchia | 1:38'24" | 186,00 |
| 12   | Sven Eriksson        | Svezia         | 1:39'32" | 181,50 |
| 13   | Stanisław Marusarz   | Polonia        | 1:39'56" | 179,25 |
| 14   | František Šimůnek    | Cecoslovacchia | 1:39'58" | 178,50 |
| 15   | Harald Paumgarten    | Austria        | 1:41'20" | 172,50 |
| 16   | Edward Blood         | Stati Uniti    | 1:41'58" | 170,25 |
| 17   | Rolf Monsen          | Stati Uniti    | 1:42'36" | 167,40 |
| 18   | Jostein Nordmoe      | Canada         | 1:42'56" | 165,96 |
| 19   | Severino Menardi     | Italia         | 1:43'04" | 165,00 |
| 20   | Ernesto Zardini      | Italia         | 1:43'22" | 163,50 |
| 21   | Ross Wilson          | Canada         | 1:43'55" | 162,00 |
| 22   | Lloyd Ellingson      | Stati Uniti    | 1:44'14" | 160,50 |
| 23   | Ingenuino Dallago    | Italia         | 1:46'29" | 150,00 |
| 24   | Andrzej Marusarz     | Polonia        | 1:47'17" | 147,00 |
| 25   | Howard Bagguley      | Canada         | 1:50'35" | 133,50 |
| 26   | Fritz Steuri         | Svizzera       | 1:54'57" | 115,50 |
| 27   | John Ericksen        | Stati Uniti    | 1:54'58" | 115,50 |
| 28   | Gregor Höll          | Austria        | 1:55'18" | 114,00 |
| 29   | Katsumi Yamada       | Giappone       | 1:56'03" | 111,00 |
| 30   | Cesare Chiogna       | Svizzera       | 1:58'33" | 102,00 |
| 31   | Holger Schön         | Svezia         | 1:59'07" | 99,00  |
| 32   | Fritz Kaufmann       | Svizzera       | 1:59'20" | 97,50  |
| 33   | Arthur Gravel        | Canada         | 2:00'18" | 94,50  |

### Prova di salto
| Pos. | Atleta               | Nazione        | 1° Salto | 1° Salto | 2° Salto | 2° Salto | Totale |
| Pos. | Atleta               | Nazione        | Salto    | Punti    | Salto    | Punti    | Totale |
| ---- | -------------------- | -------------- | -------- | -------- | -------- | -------- | ------ |
| 1    | Fritz Kaufmann       | Svizzera       | 59,5     | 110,4    | 60,5     | 112,8    | 223,2  |
| 2    | Hans Vinjarengen     | Norvegia       | 54,0     | 105,6    | 62,0     | 116,0    | 221,6  |
| 3    | Sven Eriksson        | Svezia         | 57,5     | 109,1    | 61,5     | 111,7    | 220,8  |
| 4    | Cesare Chiogna       | Svizzera       | 58,0     | 106,7    | 59,5     | 112,9    | 219,6  |
| 5    | Sverre Kolterud      | Norvegia       | 57,0     | 106,8    | 55,5     | 107,8    | 214,6  |
| 6    | Johan Grøttumsbråten | Norvegia       | 51,0     | 103,2    | 50,0     | 102,8    | 206,0  |
| 7    | Rolf Monsen          | Stati Uniti    | 54,0     | 102,1    | 52,0     | 99,8     | 201,9  |
| 8    | Holger Schön         | Svezia         | 53,5     | 101,5    | 52,0     | 100,3    | 201,8  |
| 9    | Jostein Nordmoe      | Canada         | 53,0     | 100,7    | 52,5     | 100,9    | 201,6  |
| 10   | John Ericksen        | Stati Uniti    | 49,5     | 98,2     | 54,0     | 102,6    | 200,8  |
| 11   | Fritz Steuri         | Svizzera       | 51,0     | 100,2    | 51,0     | 100,2    | 200,4  |
| 12   | Ole Stenen           | Norvegia       | 48,0     | 98,0     | 52,0     | 102,3    | 200,3  |
| 13   | Ernesto Zardini      | Italia         | 51,0     | 99,2     | 51,5     | 99,5     | 198,7  |
| 14   | Bronisław Czech      | Polonia        | 51,0     | 98,2     | 50,0     | 98,8     | 197,0  |
| 15   | František Šimůnek    | Cecoslovacchia | 50,0     | 97,3     | 51,5     | 99,5     | 196,8  |
| 16   | Ingenuino Dallago    | Italia         | 47,5     | 95,7     | 52,0     | 100,3    | 196,0  |
| 17   | Lloyd Ellingson      | Stati Uniti    | 45,0     | 90,3     | 56,0     | 103,4    | 193,7  |
| 18   | Edward Blood         | Stati Uniti    | 51,5     | 99,0     | 46,0     | 92,2     | 191,2  |
| 19   | Antonín Bartoň       | Cecoslovacchia | 47,5     | 96,2     | 45,5     | 92,4     | 188,6  |
| 20   | Andrzej Marusarz     | Polonia        | 45,0     | 91,3     | 50,0     | 96,8     | 188,1  |
| 21   | Howard Bagguley      | Canada         | 51,0     | 95,7     | 51,5     | 89,5     | 185,2  |
| 22   | Arthur Gravel        | Canada         | 50,5     | 91,1     | 51,5     | 93,0     | 184,1  |
| 23   | Jan Cífka            | Cecoslovacchia | 43,0     | 86,8     | 49,0     | 94,4     | 181,2  |
| 24   | Jaroslav Feistauer   | Cecoslovacchia | 46,0     | 86,2     | 38,5     | 86,4     | 172,6  |
| 25   | Harald Paumgarten    | Austria        | 38,5     | 81,4     | 45,0     | 88,3     | 169,7  |
| 26   | Severino Menardi     | Italia         | 36,0     | 79,3     | 45,5     | 88,4     | 167,7  |
| 27   | Takemitsu Tsubokawa  | Giappone       | 35,5     | 73,2     | 37,0     | 75,7     | 148,9  |
| 28   | Stanisław Marusarz   | Polonia        | 50,0     | 96,8     | 49,0     | 32,0     | 128,8  |
| 29   | Heigoro Kuriyagawa   | Giappone       | 49,5     | 27,0     | 50,0     | 86,8     | 113,8  |
| 30   | Harald Bosio         | Austria        | 49,5     | 19,0     | 49,5     | 93,7     | 112,7  |
| 31   | Katsumi Yamada       | Giappone       | 47,0     | 29,0     | 40,5     | 82,2     | 111,2  |
| 32   | Ross Wilson          | Canada         | 40,0     | 19,0     | 36,0     | 71,8     | 90,8   |
| 33   | Gregor Höll          | Austria        | 55,0     | 34,0     | 57,0     | 37,0     | 71,0   |

### Classifica Finale
| Pos.    | Atleta               | Nazione        | Punti Fondo | Punti Salto | Media Punti |
| ------- | -------------------- | -------------- | ----------- | ----------- | ----------- |
| Oro     | Johan Grøttumsbråten | Norvegia       | 240,00      | 206,0       | 446,00      |
| Argento | Ole Stenen           | Norvegia       | 235,75      | 200,3       | 436,05      |
| Bronzo  | Hans Vinjarengen     | Norvegia       | 213,00      | 221,6       | 434,60      |
| 4       | Sverre Kolterud      | Norvegia       | 204,00      | 214,6       | 418,60      |
| 5       | Sven Eriksson        | Svezia         | 181,50      | 220,8       | 402,30      |
| 6       | Antonín Bartoň       | Cecoslovacchia | 208,50      | 188,6       | 397,10      |
| 7       | Bronisław Czech      | Polonia        | 195,00      | 197,0       | 392,00      |
| 8       | František Šimůnek    | Cecoslovacchia | 178,50      | 196,8       | 375,30      |
| 9       | Rolf Monsen          | Stati Uniti    | 167,40      | 201,9       | 369,30      |
| 10      | Jostein Nordmoe      | Canada         | 165,96      | 201,6       | 367,56      |
| 11      | Jan Cífka            | Cecoslovacchia | 186,00      | 181,2       | 367,20      |
| 12      | Ernesto Zardini      | Italia         | 163,50      | 198,7       | 362,20      |
| 13      | Jaroslav Feistauer   | Cecoslovacchia | 189,00      | 172,6       | 361,60      |
| 14      | Edward Blood         | Stati Uniti    | 170,25      | 191,2       | 361,45      |
| 15      | Takemitsu Tsubokawa  | Giappone       | 210,00      | 148,9       | 358,90      |
| 16      | Lloyd Ellingson      | Stati Uniti    | 160,50      | 193,7       | 354,20      |
| 17      | Ingenuino Dallago    | Italia         | 150,00      | 196,0       | 346,00      |
| 18      | Harald Paumgarten    | Austria        | 172,50      | 169,7       | 342,20      |
| 19      | Andrzej Marusarz     | Polonia        | 147,00      | 188,1       | 335,10      |
| 20      | Heigoro Kuriyagawa   | Giappone       | 219,00      | 113,8       | 332,80      |
| 21      | Severino Menardi     | Italia         | 165,00      | 167,7       | 332,70      |
| 22      | Cesare Chiogna       | Svizzera       | 102,00      | 219,6       | 321,60      |
| 23      | Fritz Kaufmann       | Svizzera       | 97,50       | 223,2       | 320,70      |
| 24      | Howard Bagguley      | Canada         | 133,50      | 185,2       | 318,70      |
| 25      | John Ericksen        | Stati Uniti    | 115,50      | 200,8       | 316,30      |
| 26      | Fritz Steuri         | Svizzera       | 115,50      | 200,4       | 315,90      |
| 27      | Stanisław Marusarz   | Polonia        | 179,25      | 128,8       | 308,05      |
| 28      | Holger Schön         | Svezia         | 99,00       | 201,8       | 300,80      |
| 29      | Harald Bosio         | Austria        | 186,00      | 112,7       | 298,70      |
| 30      | Arthur Gravel        | Canada         | 94,50       | 184,1       | 278,60      |
| 31      | Ross Wilson          | Canada         | 162,00      | 90,8        | 252,80      |
| 32      | Katsumi Yamada       | Giappone       | 111,00      | 111,2       | 222,20      |
| 33      | Gregor Höll          | Austria        | 114,00      | 71,0        | 185,00      |

## Medagliere
| Posizione | Paese    |   |   |   | Totale |
| --------- | -------- | - | - | - | ------ |
| 1         | Norvegia | 1 | 1 | 1 | 3      |
| Totale    | Totale   | 1 | 1 | 1 | 3      |